# 三联社区 (龙华区)
三聯社区，是中国廣東省深圳市龙华区龙华街道下辖的一个社区。
其與景龙社区、清湖社区相鄰。三聯公園位於該地區，辖区内还有水晶玉石市场。